# Бастер
Басте́р (англ. Basseterre) — столиця і головний порт Сент-Кіттс і Невіс на Лівардських островах, розташовано у бухті на південно-західному узбережжі Сент-Кіттс; населення 14 тис. осіб (2014). Промисловість полягає в обробці фініків, виробництві рому, одягу й електронних компонентів.

## Історія
Хоча першими на острові з'явилися англійці (в 1623 році), Бастер був заснований французами в 1627 році, від них він отримав свою назву (від фр. basse terre — «низова земля», пор. Бас-Тер). Понад сто років тривала боротьба Франції й Великої Британії за контроль над островом, але в 1783 році, відповідно до Паризької угоди, місто перейшло, нарешті, у володіння Великої Британії.

## Архітектура
У сучасному Бастері Карибська атмосфера поєднується з колоніальним стилем, що накладає свій відбиток на архітектурний вигляд столиці. Міську площу обрамляють двоповерхові будинки у вест-індському стилі, пофарбовані в сині кольори. Центром міста служить кругла площа з радіально розбіжними вулицями, у найкращих англійських традиціях. Над площею піднімаються чавунні вікторіанські баштові годинники. Пройшовши кілька кварталів, можна вкритися від тропічної спеки в хитромудро спланованому саду навколо площі Незалежності.
Головний бульвар міста переходить у кільцеву дорогу навколо острова, що проходить через більшість міст Сент-Кіттс. Рясна тропічна рослинність, мальовничі гори й безліч пляжів з білим, як борошно, піском по всій береговій лінії залучають сюди щороку дедалі більше число туристів.

## Поштові марки
Сент-Кіттс і Невіс випускає власні поштові марки, які продаються на поштамті Бас-Тера. Ці марки являють велику цінність для філателістів.

## Економіка
У місті перебуває морський порт, через який експортується цукор, вирощуваний на плантаціях острова, працюють цукровий завод і завод з виробництва напоїв. Розвинено туристичний бізнес. За три кілометри від столиці розташований міжнародний аеропорт Голден-Рок. Між Бастером і Чарльз-Тауном (найбільшим містом сусіднього острова Невіс) курсує пором.

## Клімат
За класифікацією кліматів Кеппена, клімат Бастера екваторіального типу тропічних вологих лісів. Як це характерно для міст з подібним кліматом, температура залишається незмінною тримаючись в середньому на позначці 27 °C протягом усього року. Найтеплішим місяцем зазвичай червень з середньою температурою 28 °C. Найхолоднішим місяцем є січень з температурою близько 25 °C. Середня річна кількість опадів у Бастері рівняється 1165 мм. Найбільша кількість опадів відбувається у вересні (142 мм), а найменше — у лютому (49 мм).
| Клімат Бастера          | Клімат Бастера | Клімат Бастера | Клімат Бастера | Клімат Бастера | Клімат Бастера | Клімат Бастера | Клімат Бастера | Клімат Бастера | Клімат Бастера | Клімат Бастера | Клімат Бастера | Клімат Бастера | Клімат Бастера |
| Показник                | Січ.           | Лют.           | Бер.           | Квіт.          | Трав.          | Черв.          | Лип.           | Серп.          | Вер.           | Жовт.          | Лист.          | Груд.          | Рік            |
| Середній максимум, °C   | 27,2           | 26,1           | 29,9           | 30             | 30             | 31,1           | 31,1           | 31,1           | 31,1           | 31,1           | 27,8           | 27,2           | 29,4           |
| Середня температура, °C | 25             | 25             | 26             | 26             | 27             | 28             | 28             | 28             | 28             | 28             | 27             | 26             | 27             |
| Середній мінімум, °C    | 22,2           | 21,2           | 22,2           | 22,2           | 22,8           | 23,9           | 23,9           | 23,9           | 23,9           | 23,9           | 22,8           | 22,2           | 22,9           |
| Норма опадів, мм        | 92             | 49             | 56             | 60             | 88             | 86             | 113            | 132            | 142            | 124            | 132            | 90             | 1165           |
| Днів з опадами          | 16             | 14             | 11             | 10             | 11             | 10             | 13             | 13             | 13             | 14             | 13             | 15             | 153            |
| Днів з дощем            | 16             | 14             | 11             | 10             | 11             | 10             | 13             | 13             | 13             | 14             | 13             | 15             | 153            |
| Вологість повітря, %    | 80             | 75             | 75             | 75             | 80             | 80             | 80             | 80             | 80             | 80             | 80             | 80             | 78.8           |
| ----------------------- | -------------- | -------------- | -------------- | -------------- | -------------- | -------------- | -------------- | -------------- | -------------- | -------------- | -------------- | -------------- | -------------- |
| Джерело: Weatherbase    |                |                |                |                |                |                |                |                |                |                |                |                |                |

## Міста-побратими
- Прая, Кабо-Верде